# 베드르폴니르와 수리

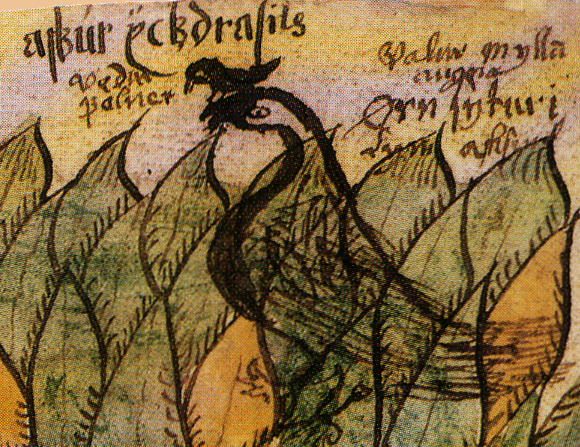
17세기 아이슬란드 필사본에 나타난 베드르폴니르와 수리.

베드르폴니르(고대 노르드어: Veðrfǫlnir→창백한 폭풍, 바람에 맞아 하얗게 된, 바람을 시들게 하는 자)는 북유럽 신화에서 이름을 알 수 없는 수리(unnamed eagle)의 두 눈 사이에 앉아 있는 매이다. 또 이 수리는 세계수 이그드라실의 꼭대기에 앉아 있다.
이름을 알 수 없는 수리는 《고 에다》와 《신 에다》에 모두 등장하나, 베드르폴니르는 《신 에다》에만 등장한다. 청설모 라타토스크가 이름을 알 수 없는 수리와 세계수 뿌리 근처에 사는 와이번 니드호그 사이를 오가면서 싸움을 붙인다.

## 문헌상의 출전
《고 에다》 중 〈그림니르가 말하기를〉 제32절에 보면 그림니르(변장한 오딘)이 다음과 같이 말한다.

| 벤저민 소프의 번역 그 청설모의 이름은 라타토스크로, 위그드라실 물푸레 속을 뛰어다니며 위에 있는 수리의 말을 전하고, 아래에 있는 니드호그의 대답을 듣는다. | 헨리 애덤스 벨로우스의 번역 물푸레나무 위그드라실 위를 뛰어다니는 청설모 있으니 라타토스크라. 위에서는 수리가 하는 말을 듣고, 아래로 가서 니드호그에게 그 말을 전하네. |  |

이 수리는 《신 에다》의 〈길피의 속임수〉 제16장에 다시 언급되는데, 여기서 베드르폴니르가 함께 언급된다. 강글레리(변장한 길피 왕)는 옥좌에 앉은 높으신 분에게 위그드라실에 또다른 특징이 뭐가 있냐고 묻는다. 높으신 분은 이렇게 답한다.

말해줄 것이 너무 많다네. 물푸레나무 꼭대기에는 수리 한 마리가 앉아있고, 그 수리는 많은 것을 알고 있지. 수리의 두 눈 사이에는 베드르폴니르라는 매가 앉아있다네. [중략] 라타토스크라는 청설모가 물푸레나무 위아래로 뛰어다니면서 수리와 니드호그에게 중상모략적 험담을 떠들어 화나게 만들지.

## 신화 해석
스노리는 왜 매가 수리의 두 눈 사이에 앉아 있어야 하며 그것의 역할이 무엇인지 한 마디도 하지 않았다. 존 린도우는 오딘의 까마귀처럼 이 매는 수리의 지식과 관련된 것일 수 있다는 설을 제기했다. 매가 날아가서 지식을 모아온 뒤 수리에게 전해준다는 것이다.
힐다 엘리스 데이비드슨은 나무 꼭대기에 앉아있는 수리와 나무 뿌리 근처의 뱀이라는 모티브는 아시아의 우주론들과 유사하다면서, 노르드 우주론이 북아시아를 통해 아시아적 우주론의 영향을 받았을 것이라고 말한다.

## 같이 보기
- 흐레스벨그
- 비도프니르

## 참고 자료
- Bellows, Henry Adams (Trans.) (1936). The Poetic Edda. Princeton University Press. New York: The American-Scandinavian Foundation.
- Byock, Jesse (Trans.) (2005). The Prose Edda. Penguin Classics. ISBN 0-14-044755-5
- Davidson, Hilda Ellis (1993). The Lost Beliefs of Northern Europe. Routledge. ISBN 0-203-40850-0
- Lindow, John (2001). Norse Mythology: A Guide to the Gods, Heroes, Rituals, and Beliefs. Oxford University Press. ISBN 0-19-515382-0
- Orchard, Andy (1997). Dictionary of Norse Myth and Legend. Cassell. ISBN 0-304-34520-2
- Thorpe, Benjamin (Trans.) (1907). The Elder Edda of Saemund Sigfusson. Norrœna Society.